# Antoni Roca Flaquer
Antoni de la Creu Roca i Flaquer (Maó, 2 de maig de 1825 - 10 de febrer de 1900) fou un metge menorquí.
El doctor Antoni de la Creu Roca i Flaquer va viure a la Menorca del segle xix, descendent d'una nissaga maonesa dedicada a la navegació mercant. Amb ell, però, una branca d'aquesta família es decantaria per la medicina, tot i que ja trobem entre els seus avantpassats algun cirurgià.
El doctor Roca fou un menorquí de família burgesa, hereu de les idees il·lustrades del segle xviii. Per tant, Antoni de la Creu va ser una persona tolerant i de criteri ample i liberal, amant com el que més de l'illa de Menorca i dels seus habitants. Amb una vida dedicada apassionadament al camp de la medicina i a la defensa dels més necessitats, mai va dubtar en ajudar a cap malalt, sempre fent ús del seu excel·lent ull clínic.
Al llarg de tota la seva vida va manifestar una clara intel·ligència, saviesa i cultura, pròpia d'un personatge il·lustrat. Era un home fascinat per l'estudi de la ciència i la filosofia, matèries en les quals va desenvolupar un exercici basat en la raó i la lògica pròpies de la Il·lustració.

## La formació del doctor Roca
Antoni Roca i Flaquer inicià els seus estudis amb set anys quan l'any 1832 ingressà al Convent dels Agustins de Ciutadella de Menorca on va estudiar tres anys de filosofia. L'any 1842 es traslladà a Barcelona per estudiar física experimental i química a la universitat. Un any més tard, exactament el 27 de desembre de 1843, aconseguí el Batxiller en Filosofia per la mateixa universitat.
L'any 1843 Antoni de la Creu comença els seus estudis de medicina, de manera que primer obté el grau de Batxiller en Medicina i Cirurgia per la Universitat de Barcelona el 7 de juny de 1848. Dos anys més tard, el 13 de juliol de 1850, aconsegueix el títol de llicenciat, també per la mateixa universitat catalana, a vint-i-cinc anys.
El darrer any de carrera que el jove menorquí va cursar a Barcelona, va llegir una memòria sobre ¿Com obra el cloroform en l'economia humana, i en quines circumstàncies està indicat o deixa d'estar-ho?. L'exposició va tenir lloc el dia 3 de gener de 1850 a l'Acadèmia del Col·legi de Medicina i Cirurgia, essent president de la mateixa D. Ramon Ferrer i Garcés. La memòria consisteix en un manuscrit de 14 pàgines escrites pel mateix Antoni Roca a dia 2 de gener de 1850.
Finalment, el testimoni oral que mantenen els seus descendents, conta que el doctor Roca en acabar els estudis de medicina i cirurgia a Barcelona i obtenir, així, la llicenciatura en dites matèries, decideix anar-se'n a cursar una especialitat en oftalmologia a la Universitat de Montpeller.

## La tasca mèdica del doctor Roca
Roca i Flaquer va exercir bàsicament de metge general i de cirurgià, ja que la situació històrica de la medicina menorquina no permetia un exercici molt ample en el camp de l'oftalmologia, especialitat del doctor Roca. La seva tasca mèdica la podem centrar en dos camps: d'una banda, la medicina al servei del món militar, naval i portuari de Maó. I de l'altra, a la sanitat exterior, amb diverses actuacions dignes de record en episodis d'epidèmies a l'illa de Menorca.
En els primers anys d'exercici de la professió fou metge del primer batalló del Regiment d'Isabel II de guarnició a Maó devers les dècades centrals del XIX, i després del Regiment d'Infanteria de Granada, que s'hi va estar, a l'illa, a finals del mateix segle.
A partir del 8 de desembre de 1859 i durant un curt període fou nomenat metge auxiliar de l'hospital provincial de Lleida, tot i que ben prest tornaria a Menorca. Cap al 24 de juliol de 1861 un Reial Ordre li atorgà el càrrec de metge interí de l'Hospital Militar de Maó. Poc temps després, el 19 d'octubre de 1869, fou nomenat metge consultor del Llatzaret del Port de Maó, per una ordre governamental. Arran d'aquest càrrec, la Direcció General de Beneficència i Sanitat de l'Administració de l'Estat el nomenà director mèdic de visita de naus en trànsit per les aigües portuàries de Maó, i director mèdic de la Direcció de Sanitat Marítima d'aquest mateix port.
En el camp de la sanitat exterior és segurament on el doctor Roca i Flaquer més va demostrar els seus dots com a bon metge. El 12 de desembre de 1900, quan el doctor Roca morí, el diari El Bien Público recordava en una crònica necrològica que estant al capdavant de la patent bruta del Llatzaret, el benemèrit metge va consentir d'incomunicar-se voluntàriament per a l'assistència de diversos individus atacats de febre groga, procedents de Puerto Rico, acte vertaderament heroic que li va merèixer els plaers de tot el món.

## El doctor de les epidèmies
La intervenció mèdica més memorable del doctor Roca, i que li ha merescut cert grau de record en la posteritat a Menorca, fou la seva intervenció en l'epidèmia de còlera asiàtic que atacà l'illa mediterrània la tardor de 1865. L'epidèmia, en realitat, tingué atemorida tota l'Espanya oriental, des de Catalunya al País Valencià passant per les Illes Balears, i també l'àrea francesa de Marsella. De fet, fou un dels darrers grans casos d'epidèmia colèrica del segle xix.
A Menorca, els termes municipals més fortament afectats per l'epidèmia de còlera asiàtic foren els de Ciutadella i es Mercadal. L'Ajuntament de Maó feu una crida als metges del seu terme municipal amb la intenció d'auxiliar els habitants de Mercadal. Fou aleshores quan el doctor Roca i Flaquer no dubtà en viatjar a la vila de Mercadal per combatre l'epidèmia, just en el moment en què aquesta es trobava en el seu punt més àlgid, i per tant, quan més contagiats i morts estava causant entre la població. Però afortunadament el doctor Roca aconseguí sortir-se'n i el diari maonès glossà així la seva actuació:
Qui havia de ser l'àngel salvador que, corrent veloç i espontàniament fins al lloc infestat d'on tots fugien plens del més profund terror, eixugava les llàgrimes de tantes persones abatudes i tractava d'impedir les entremaliadures del fatídic hoste? El que abandonant família i interessos i exposant la seva pròpia vida a l'holocaust de la dels habitants de Mercadal, volà a aquell lloc de virus i microbis, i qual energumen que es fa superior a tots els de més, començà a exercir la seva noble professió, aconseguint tallar de soca-rel aquella terrible malaltia.
Quan va morir el 1900, la premsa de la seva ciutat natal demanà per a ell alguna forma de reconeixement que perpetués els comportaments valents i deontològics, de rigorosa fidelitat al jurament hipocràtic. Probablement fou aleshores que Es Mercadal degué considerar el guardó de declarar-lo Fill Adoptiu. D'altra banda, l'ajuntament de la seva ciutat natal no li atorgà cap guardó d'aquesta mena, tan sols la corporació maonesa l'any 1866 li regalà una escrivania de plata de Barcelona com a penyora de gratitud i reconeixement públic al coratge demostrat en l'epidèmia d'Es Mercadal. En canvi, l'Ajuntament de Mercadal, a part de declarar-lo Fill Adoptiu, va fer pintar un quadre, quan aquest era el guardó que es demanava per part de l'Ajuntament de Maó. Actualment, al saló de plens de l'Ajuntament de Mercadal s'exposa un retrat a l'oli del metge, sota la consideració de Fill Adoptiu.

## Descendent de la Il·lustració
El doctor Roca va ser un burgès descendent de la Il·lustració menorquina del segle xviii i, com a tal, podem creure que el seu pensament es basava en el raonament, la recerca de la felicitat, la creença en la bondat natural de l'home i l'optimisme. Era un home mogut per les ànsies constants de claredat en la ciència i la filosofia, i l'immens coneixement que posà al seu abast l'herència del segle de les llums l'aprofità gràcies al magnífic coneixement que tenia de les principals llengües europees i nacionals.
Roca i Flaquer era un enamorat dels llibres, els quals considerava eina bàsica pel coneixement i l'educació. D'aquesta manera, durant la seva vida va reunir una quantitat de llibres considerable, principalment científico-mèdics, fins al punt de poder parlar d'una biblioteca particular de gran valor. El seu fill Antoni Roca Várez, com a bon llicenciat en Filosofia i Lletres, va seguir adquirint més llibres al llarg de la seva vida fins que va decidir constituir formalment la Biblioteca Roca com a tal, biblioteca que, fins i tot, comptava amb un ex-libris molt elaborat.
El seu fill A. Roca Várez va heretar molts llibres dels seus avantpassats, els quals ja consideraven la lectura com una eina bàsica en l'educació de l'ésser humà. La majoria eren llibres de medicina que havien estat adquirits pel seu pare, el doctor Roca, però també n'heretà especialment del seu avantpassat el Capità Joan Roca Vinent, autor del famós cronicó menorquí Diari de Mahó (1776-1826).
Per altra banda, el doctor Roca va heretar també dels seus avantpassats una curiosa activitat consular. En primer lloc, fou vice-cònsol de Suècia-Noruega durant vuit anys, en substitució del seu pare, Antoni Roca i Vinent, que ho havia estat des de 1810. El 23 de maig de 1875 també fou nomenat vice-cònsol de Portugal, títol que mantingué fins que la malaltia final l'impedí de continuar. El títol de vice-cònsol portuguès ja abans de Roca Flaquer, l'havien ostentada l'avi i el besavi.
Roca i Flaquer va morir un dissabte a primera hora de la tarda a Maó, el 10 de febrer de 1900. Els funerals per la seva ànima foren solemnes com pocs ho han estat; i l'enterrament, una veritable manifestació d'estima popular i de respecte de les principals autoritats. L'edició del diari El Bien Público del mateix dia encara arribà a temps de dedicar-li un record pòstum, i escriví això: Dotat de virtuts cíviques per a tots conegudes i decidit amant de les lletres, va saber conquistar des de la seva joventut, excel·lent reputació de metge intel·ligent, pare exemplar i honorable ciutadà, i deixa a aquesta la seva pàtria natal un renom envejable i ple de magnífics records.